# Hechtia
Hechtia är ett släkte av gräsväxter. Hechtia ingår i familjen Bromeliaceae.

## Bildgalleri

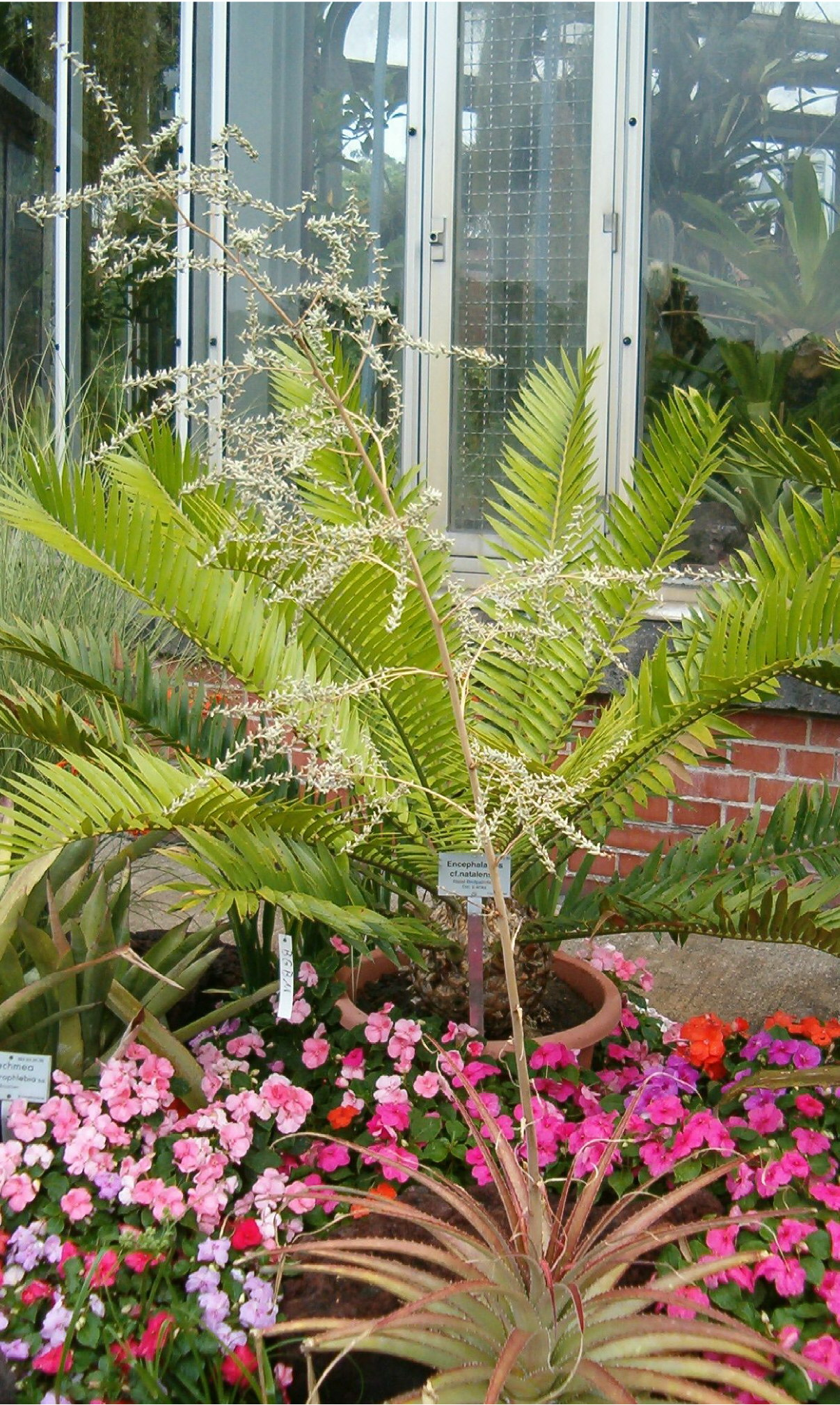
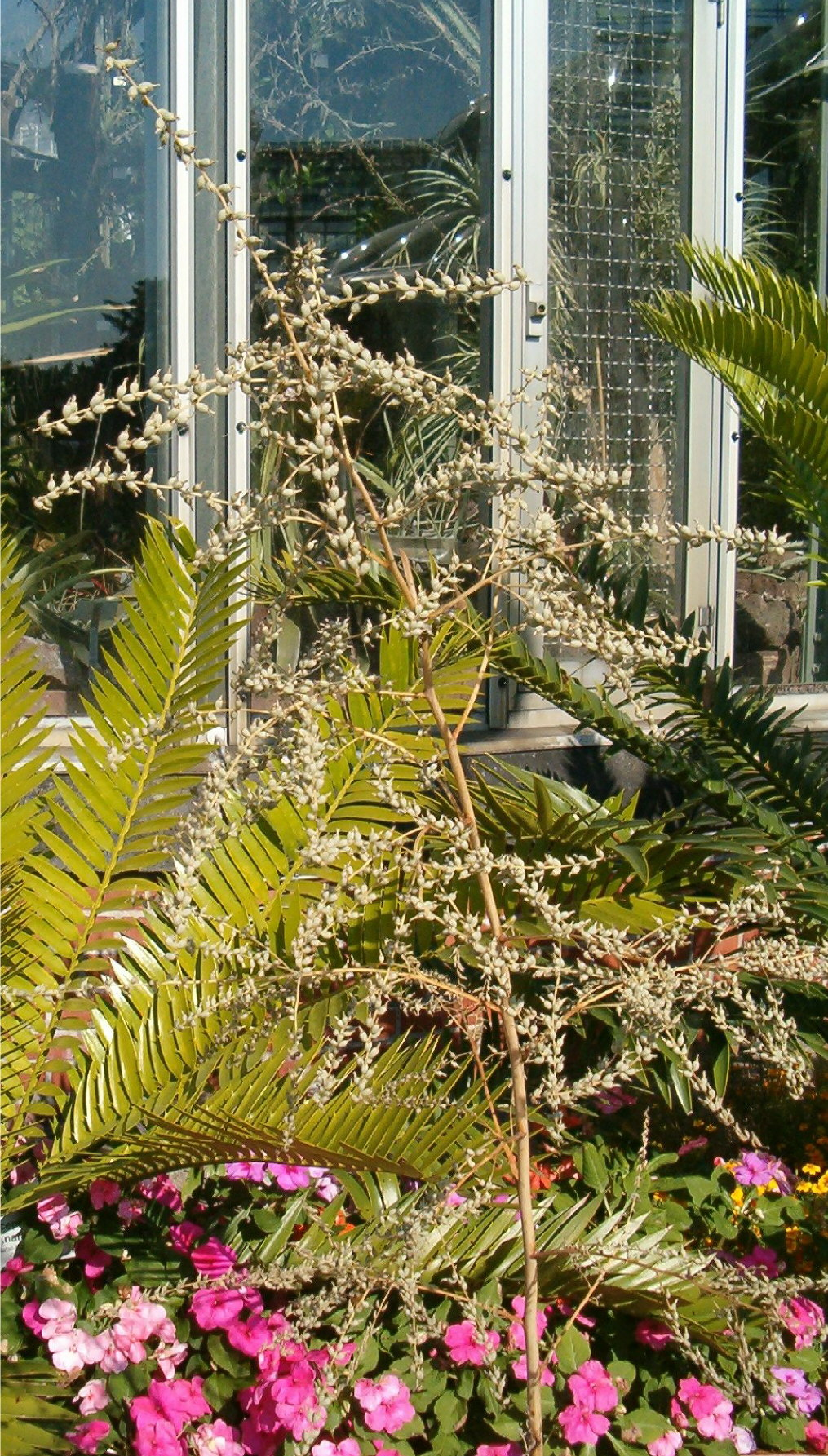
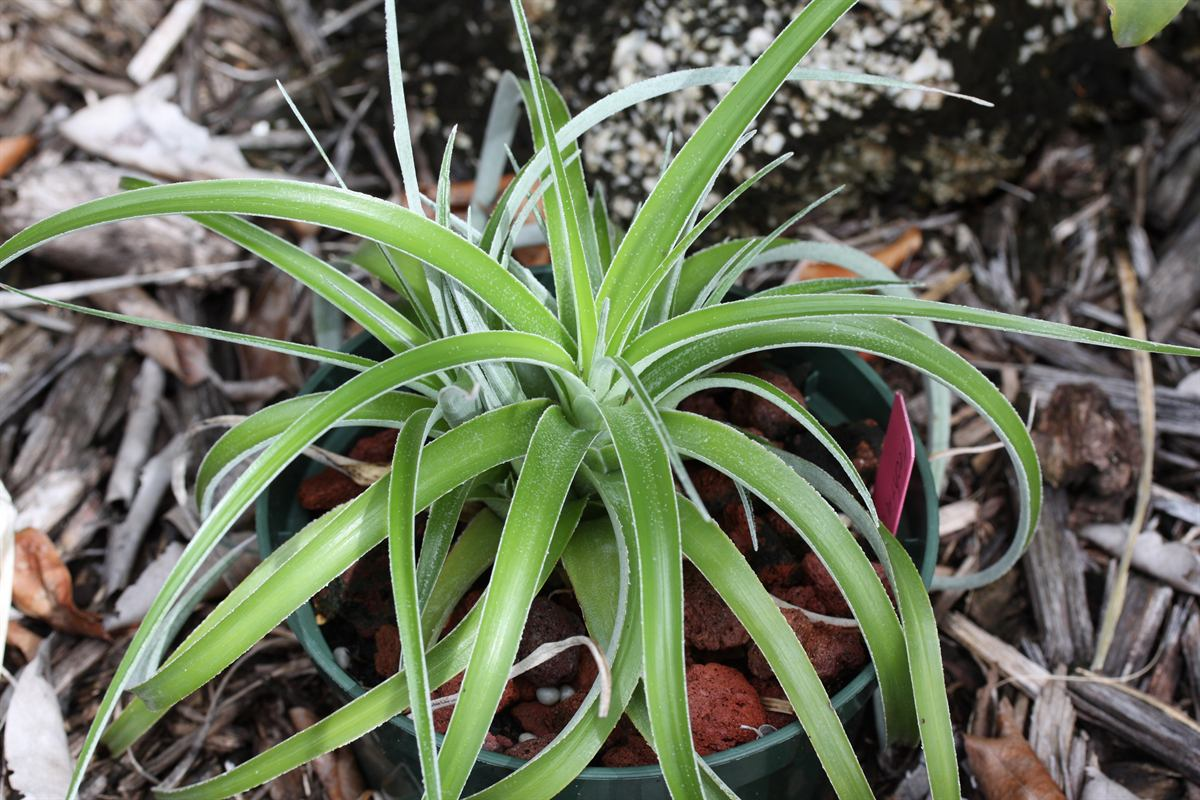
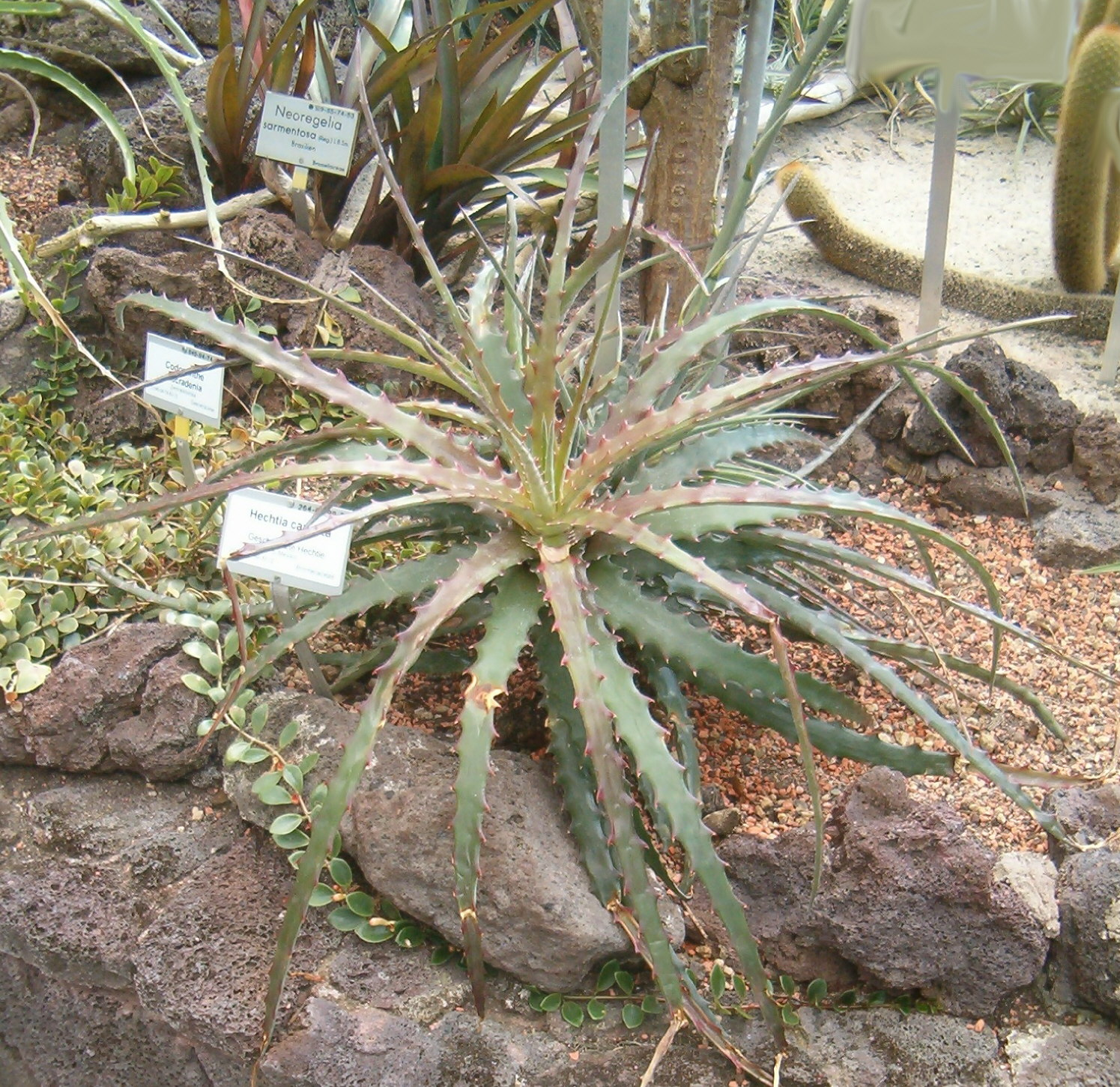
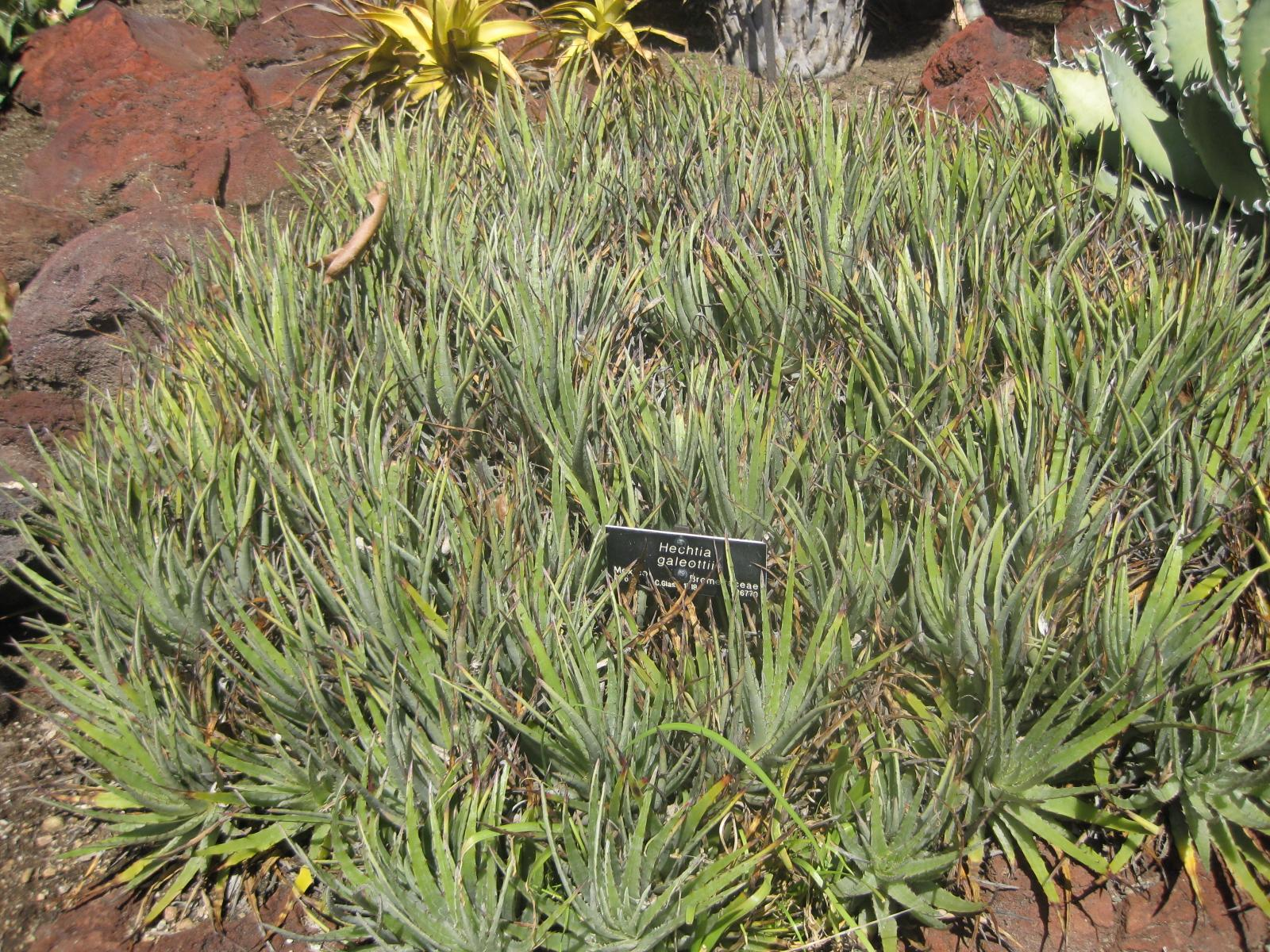
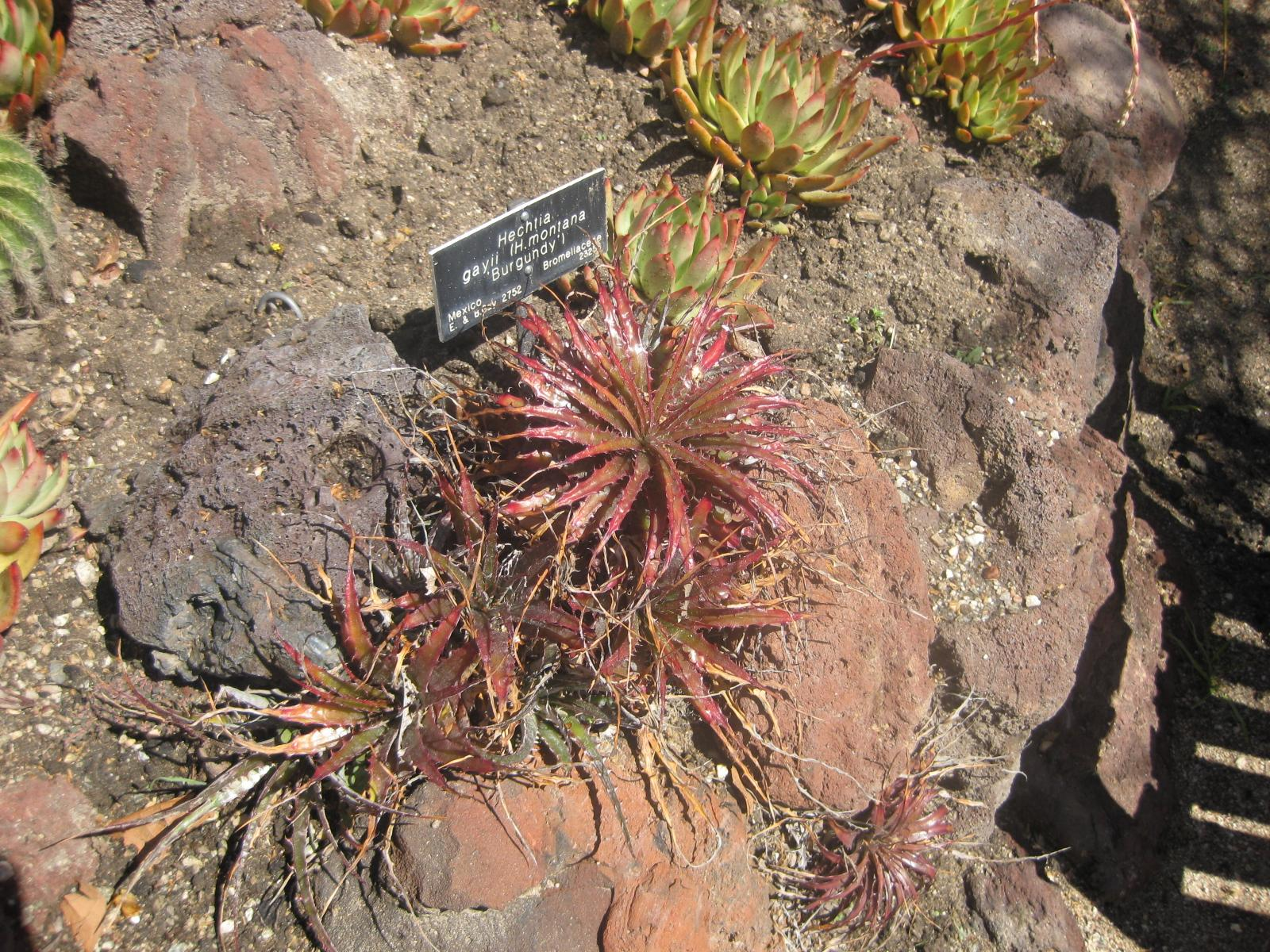

## Dottertaxa tillHechtia, i alfabetisk ordning[1]
- Hechtia argentea
- Hechtia bracteata
- Hechtia caerulea
- Hechtia capituligera
- Hechtia carlsoniae
- Hechtia caudata
- Hechtia caulescens
- Hechtia confusa
- Hechtia conzattiana
- Hechtia dichroantha
- Hechtia elliptica
- Hechtia epigyna
- Hechtia fosteriana
- Hechtia fragilis
- Hechtia galeottii
- Hechtia gayorum
- Hechtia glabra
- Hechtia glauca
- Hechtia glomerata
- Hechtia guatemalensis
- Hechtia iltisii
- Hechtia jaliscana
- Hechtia laevis
- Hechtia lanata
- Hechtia laxissima
- Hechtia lepidophylla
- Hechtia liebmannii
- Hechtia lundelliorum
- Hechtia lyman-smithii
- Hechtia malvernii
- Hechtia marnier-lapostollei
- Hechtia matudae
- Hechtia melanocarpa
- Hechtia mexicana
- Hechtia montana
- Hechtia mooreana
- Hechtia myriantha
- Hechtia nuusaviorum
- Hechtia pedicellata
- Hechtia perotensis
- Hechtia podantha
- Hechtia pretiosa
- Hechtia pringlei
- Hechtia pumila
- Hechtia purpusii
- Hechtia reflexa
- Hechtia reticulata
- Hechtia rosea
- Hechtia roseana
- Hechtia schottii
- Hechtia sphaeroblasta
- Hechtia stenopetala
- Hechtia suaveolens
- Hechtia subalata
- Hechtia texensis
- Hechtia tillandsioides
- Hechtia zamudioi